# Berg-Platterbse
Die Berg-Platterbse (Lathyrus linifolius) ist eine Pflanzenart aus der Gattung Platterbsen (Lathyrus) in der Unterfamilie der Schmetterlingsblütler (Faboideae) innerhalb der Familie der Hülsenfrüchtler (Fabaceae).

## Beschreibung

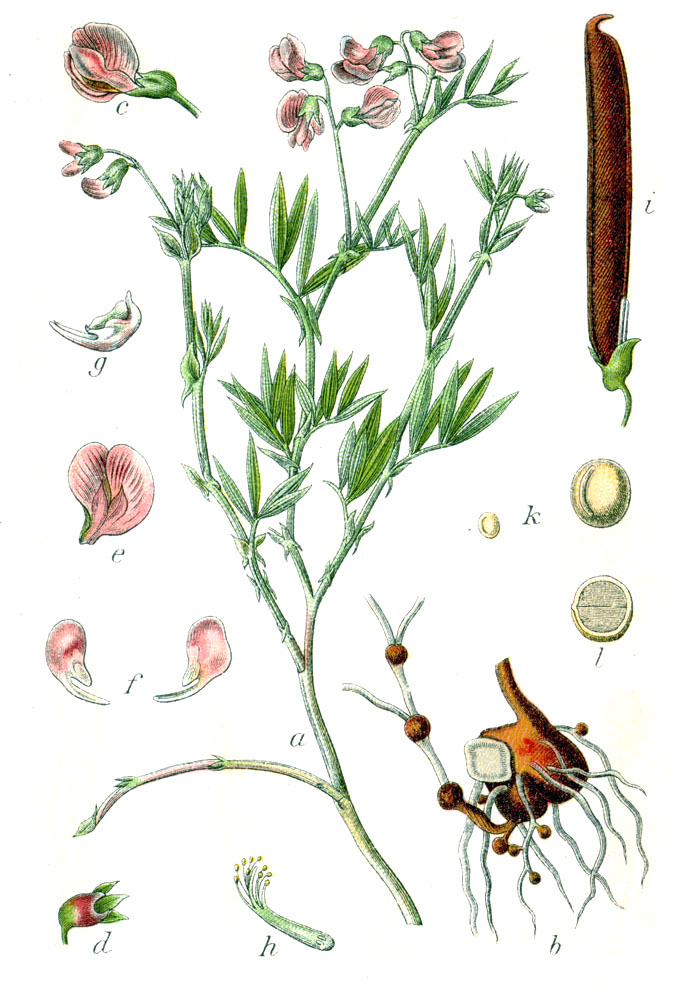
Illustration

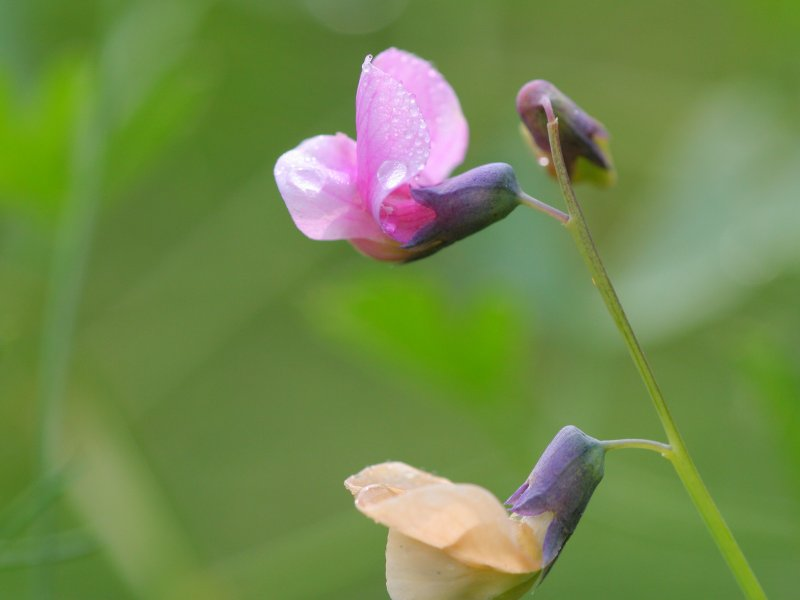
Detailaufnahme der Blüten

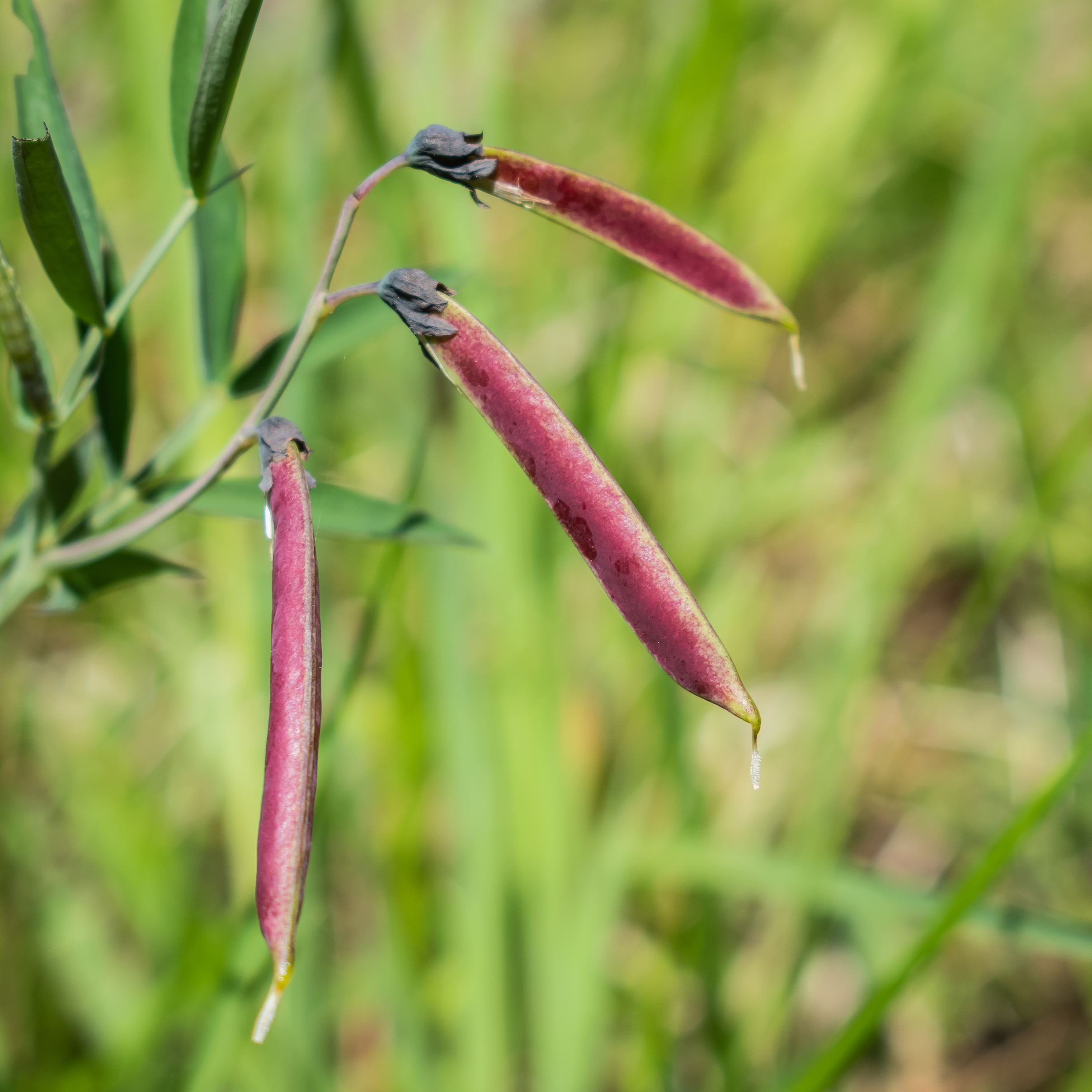
Hülsenfrüchte

### Erscheinungsbild und Blatt
Die Berg-Platterbse ist eine ausdauernde krautige Pflanze. Von der dünnen, stielrunden, knotigen Grundachse gehen knollig angeschwollene Bodenausläufer aus. Die oberirdischen Pflanzenteile sind kahl. Der niederliegende, aufsteigende oder aufrechte Stängel ist meist 15 bis 30, selten bis zu 60 Zentimeter lang, einfach oder im unteren Bereich verzweigt, dünn, mit zwei deutlichen 0,3 bis 1,5 Millimeter breiten Flügeln und mit diesen 3 bis 4 Millimeter breit.
Die fünf bis sieben wechselständig angeordneten Laubblätter sind in Blattstiel und -spreite gegliedert. Der Blattstiel ist geflügelt. Die Laubblätter sind kürzer oder länger als die Stängelinternodien, Die gefiederte Blattspreite enthält zwei oder vier Paar Blättchen und eine schmal geflügelte, in eine meist deutliche Grannenspitze auslaufende Spindel, ohne Ranke. Die Blättchen sind bei einer Länge von 2 bis 5 oder 3 bis 7 Zentimetern sowie einer Breite von 1 bis 8 Millimetern meist länglich-elliptisch bis lanzettlich, selten breit-elliptisch oder linealisch mit spitzem oder gerundetem und kurz bespitztem oberen Ende. Die Blättchen besitzen eine Nervatur aus drei bis sieben schwachen, netzig verbundenen Längsnerven. Die Blättchen sind beiderseits matt, oberseits trüb-dunkelgrün und unterseits heller bläulichgrün gefärbt. Die Berg-Platterbse variiert insbesondere in der Breite und Länge der Blättchen. Die Nebenblätter sind mit einer Länge von 5,5 bis 30 Millimetern mehr oder weniger so lang bis doppelt so lang wie die Blattstiele, halbpfeilförmig und mit einer Breite von selten 1,3 bis, meist 2,2 bis 11,5 Millimetern etwa so breit wie die Blättchen, mit meist kurzen Öhrchen und oft schwach gezähnt.

### Blütenstand und Blüte
Die Blütezeit reicht von April bis Juni und sie blüht oft noch einmal im Herbst. Der Blütenstandsschaft ist mit einer Länge von 4 bis 9, selten bis zu 11,4 Zentimetern relativ lang und meist viel länger als das darunterliegende Blatt. Die traubigen Blütenstände sind etwa so lang bis fast doppelt so lang wie die Laubblätter, besitzen eine dünne, meist bogige Achse und enthalten drei bis fünf, selten bis zu sechs Blüten. Die Tragblätter sind zu kleinen Schuppen verkümmert. Der Blütenstiel ist meist 2 bis 4 (3 bis 6,5) Millimeter lang.
Die zwittrige Blüte ist bei einer Länge von 11 bis 15 Millimetern zygomorph und fünfzählig mit doppelter Blütenhülle. Der Kelch ist glockig, am Rücken etwas ausgesackt, violett oder purpurbraun überlaufen und endet in breit-lanzettlichen Kelchzähnen; deren untere etwa so lang wie die 2,4 bis 4 Millimeter lange Kelchröhre und viel länger als die oberen sind. Die Krone ist hell-purpurfarben, am Grund mehr oder weniger grünlich; sie verfärbt sich beim Verblühen hellblau bis grünlich und beim Trocknen leicht rostrot. Die Kronblätter stehen in der typischen Form einer Schmetterlingsblüte zusammen. Die Fahne ist 11 bis 19 Millimeter lang sowie 8 bis 15 Millimeter breit; sie besitzt eine fast kreisrunde, scharf aufgerichtete Platte. Die Flügel sind selten 9,5 bis, meist 11 bis 15 Millimeter lang sowie 3,5 bis 5,5 Millimeter breit. Das Schiffchen ist 9 bis 12,5 Millimeter lang sowie 3,4 bis 4,5, selten bis zu 5 Millimeter breit und fast rechtwinklig aufgebogen. Die Staubbeutel sind 0,5 bis 1 Millimeter lang. Das einzige Fruchtblatt ist kahl. Der Griffel ist 3 bis 5 Millimeter lang.

### Frucht und Samen
Die Hülsenfrüchte sind bei einer Länge von 3 bis 4, selten bis zu 5 Zentimetern sowie einem Durchmesser von meist 4 bis 5, selten bis zu 9 Millimetern elliptisch oder fast stielrund, kurz geschnäbelt, glatt, reif lederbraun bis schwarzbraun gefärbt und enthält meist sechs bis zehn (8 bis 14) Samen. Die Samen sind bei einer Länge von 2,5 bis 4,5 Millimetern sowie einer Breite von 2 bis 3,5 Millimetern mehr oder weniger kugelig, glatt und ocker- bis rötlichgelb gefärbt.

### Chromosomensatz
Die Chromosomengrundzahl beträgt x = 7; es liegt Diploidie mit einer Chromosomenzahl von 2n = 14 vor.

## Ökologie
Die Berg-Platterbse ist ein mesomorpher Rhizom-Geophyt und ein Hemikryptophyt. Die Rhizomknollen entstehen dadurch, dass das hypokotyle Stängelglied und der unterste Teil des Epikotyls anschwellen und eine erste Knolle bilden. Aus den Keimblattachseln gehen dann die ersten Bodenausläufer hervor, die sich verzweigen und an den Verzweigungsstellen bis zu walnussgroße sehr harte Knollen bilden.
Blütenökologisch handelt es sich um Schmetterlingsblumen vom Fabaceentyp mit Schnelleinrichtung. Die Bestäubung erfolgt durch Insekten. Als Belohnung für Bestäuber ist Nektar vorhanden. Bestäuber sind Hymenopteren. Die Blüten sind homogam, es sind also gleichzeitig männlich und weiblich Blütenorgane fertil. Die Befruchtung erfolgt fakultativ xenogam, es erfolgt meist Fremdbefruchtung, aber selten Selbstbefruchtung. Es liegt Selbstkompatibilität vor; also führt Selbstbefruchtung erfolgreich zum Samenansatz. Die Blütenkronen unterliegen beim Verblühen einem Farbwechsel von hell-purpurfarben nach hellblau bis grünlich, beim Trocknen werden sie sogar leicht rostrot. Mit diesem Farbwechsel ist ein Rückgang der Produktion von Nektar verbunden. Man nahm früher an, lernfähige Insekten würden den Zusammenhang erkennen und deshalb ältere Blüten meiden, doch könnte der geringere Blütenbesuch auch mit dem zunehmend leichteren Abfall der alternden Blütenkrone im Zusammenhang stehen.
Diasporen sind meist die Same. Die Ausbreitung der Samen erfolgt meist durch Autochorie. Im Boden entwickelte Früchte reifen dort aus; man nennt dies Erdfrüchtigkeit oder Geokarpie.

## Vorkommen und Gefährdung
Lathyrus linifolius ist in Europa und Nordafrika verbreitet. Es gibt Fundorte im nördlichen Algerien, Spanien, Portugal, Frankreich, Belgien, in den Niederlanden, im Vereinigten Königreich, in Irland, Deutschland, Österreich, in der Schweiz, in Italien, in der früheren Tschechoslowakei, im früheren Jugoslawien, in Ungarn, Polen, Albanien, Dänemark, Schweden, Norwegen, Finnland, Estland, Litauen und Lettland. Lathyrus linifolius kommt in Europa, vor allem im westlichen und mittleren Teil vor. Nach Osten kommt sie etwas seltener vor. Auf der Iberischen Halbinsel kommt sie besonders im nördlichen und zentralen Teil vor; sie wächst dort in Höhenlagen von 50 bis 1800 Metern.
Lathyrus linifolius ist in Mitteleuropa ziemlich verbreitet. In Deutschland (vor allem in Bayern) ist die Berg-Platterbse ziemlich verbreitet; sie fehlt jedoch im nordwestlichen Flachland und weitgehend südlich der Donau.
Die Berg-Platterbse wächst meist herdenweise in Heiden und Magerwiesen, in lichten saueren Eichenwäldern oder Eichen-Buchenwäldern, an Waldrändern und in lichten Wäldern. Sie gedeiht meist auf kalkarmen bis kalkfreien Böden. Pflanzensoziologisch ist sie in Mitteleuropa eine Charakterart der Ordnung Quercetalia roboris, kommt in höheren Lagen aber auch im Verband Violion caninae oder Polygono-Trisetion vor. Sie steigt im Puschlav bis zu einer Höhenlage von 2100 Metern auf.
Die ökologischen Zeigerwerte nach Landolt et al. 2010 sind in der Schweiz: Feuchtezahl F = 2+w (frisch aber mäßig wechselnd), Lichtzahl L = 3 (halbschattig), Reaktionszahl R = 2 (sauer), Temperaturzahl T = 4 (kollin), Nährstoffzahl N = 2 (nährstoffarm), Kontinentalitätszahl K = 2 (subozeanisch).
In der roten Liste der gefährdeten Arten der IUCN wird Lathyrus linifolius 2018 als LC = „Least Concern“ = „nicht gefährdet“ bewertet.

## Taxonomie
Die Erstveröffentlichung erfolgte 1782 unter dem Namen (Basionym) Orobus linifolius durch Johann Jacob Reichard in Hanauisches Mag., Band 5, S. 26. Die Neukombination zu Lathyrus linifolius (Reichard) Bässler wurde 1971 durch Manfred Bässler in Feddes Repertorium, Band 82, 6, S. 434 veröffentlicht. Das  Artepitheton linifolius bedeutet „leinblättrig“. Synonyme für Lathyrus linifolius (Reichard) Bässler sind: Orobus tuberosus L., Lathyrus macrorrhizus Wimm, Lathyrus montanus Bernh., Lathyrus montanus var. tenuifolius (Roth) Garcke, Lathyrus linifolius (Reichard) Bässler var. montanus (Bernh.) Bässler.

## Verwendung
Die Samen können gegart gegessen werden, dabei muss beachtet werden, dass sie roh giftig sind. Die Rhizomknollen werden gekocht oder gebraten gegessen, sie schmecken gut und sind nährstoffreich.
Die süßlichen, etwas kastanienartig schmeckenden, adstringierend wirkenden Rhizomknollen waren früher gegen Diarrhöe, Blutungen und Geschwüre in Gebrauch. In Schottland sollen sie zerquetscht, mit Hefe einer Gärung unterworfen und daraus ein alkoholisches Getränk zubereitet worden sein. Außerdem wurden sie in Hoch-Schottland auch trocken gegessen und sollen als Reise-Proviant gedient haben. Der gälische Name „carra-meille“' (wörtl. „Honig-Knoten“) oder „cairmeal“ verweist etymologisch auf eine andere süßliche Pflanzenart, nämlich den Kalmus (Acorus calamus), und bildet mit diesem gemeinsam die Grundlage für das Wort Karamell.
Lathyrus linifolius gilt als wichtiger Genpool für die verwandten Nutzpflanzen-Arten.